# قطاب (حلوى)
قطاب هي حلوى إيرانية تُصنع من الدقيق واللوز ومدقوق السكر وزيت نباتي.